# Saint-Étienne-Cantalès
Saint-Étienne-Cantalès – miejscowość i gmina we Francji, w regionie Owernia-Rodan-Alpy, w departamencie Cantal.
Według danych na rok 1990 gminę zamieszkiwało 188 osób, a gęstość zaludnienia wynosiła 17 osób/km² (wśród 1310 gmin Owernii Saint-Étienne-Cantalès plasuje się na 661 miejscu pod względem liczby ludności, natomiast pod względem powierzchni na miejscu 771).